# Hulusi (Name)
Hulusi ist ein türkischer männlicher Vorname arabischer Herkunft mit der Bedeutung „aufrichtig, herzlich“, der vereinzelt auch als Familienname vorkommt.

## Namensträger

### Osmanische Zeit
- Hulusi Salih Pascha (1864–1939), osmanischer Staatsmann

### Vorname
- Hulusi Akar (* 1952), türkischer General und Minister
- Hulusi Behçet (1889–1948), türkischer Dermatologe
- Fuat Hulusi Demirelli (1876–1955), türkischer Jurist, Dichter und Autor, Politiker und Freimaurer
- Hulusi Achmed Schmiede (1935–2010), deutscher Übersetzer aserbaidschanischer und türkischer Literatur
- Hulusi Fuat Tugay (1890–1967), türkischer Militär und Diplomat

### Familienname
- Ahmed Hulusi (* 1945), türkischer Journalist und Buchautor